# Ґожиці-Малі
Ґожиці-Малі (пол. Gorzyce Małe, нім. Klein Bittersdorf) — село в Польщі, у гміні Одолянув Островського повіту Великопольського воєводства.
Населення — 362 особи (2011).

## Демографія
Демографічна структура станом на 31 березня 2011 року:
|          | Загалом | Допрацездатний вік | Працездатний вік | Постпрацездатний вік |
| -------- | ------- | ------------------ | ---------------- | -------------------- |
| Чоловіки | 182     | 47                 | 119              | 16                   |
| Жінки    | 180     | 45                 | 100              | 35                   |
| Разом    | 362     | 92                 | 219              | 51                   |